# Mihail Mukle
Mihail Mironovici Mukle, născut cu numele de Kleiman (în rusă Михаил Миронович Мукле (Клейман)) (d. 1937) a fost un politician sovietic, care a îndeplinit funcția de Secretar 2 al Comitetului Regional Moldova al Partidului Comunist din Ucraina (1932 - ?).

## Biografie
În iulie 1932 a foist ales în funcția de Secretar 2 al Comitetului Regional Moldova al Partidului Comunist din Ucraina.
A fost arestat și executat prin împușcare în anul 1937.